# DIC川村纪念美术馆

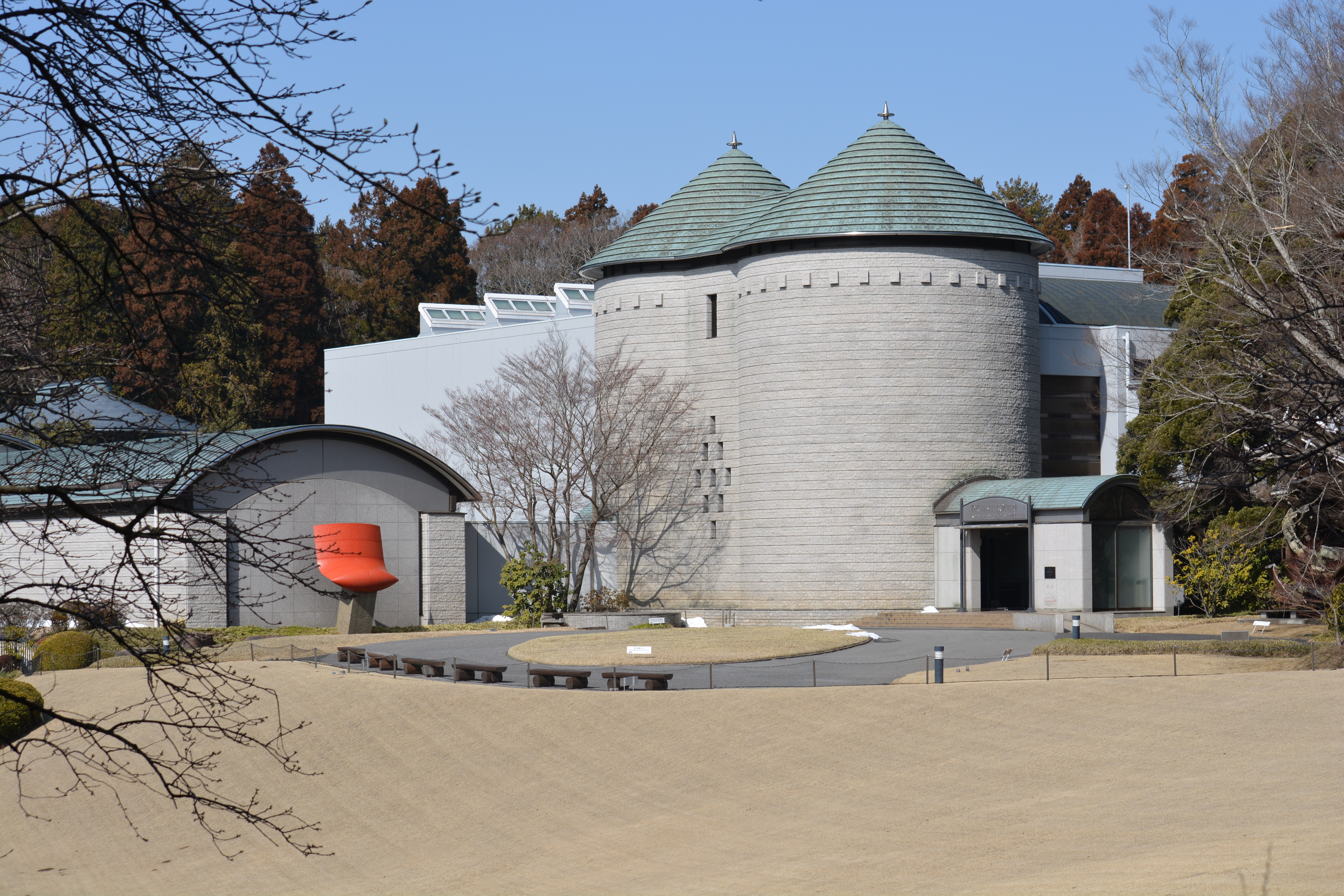
DIC川村纪念美术馆

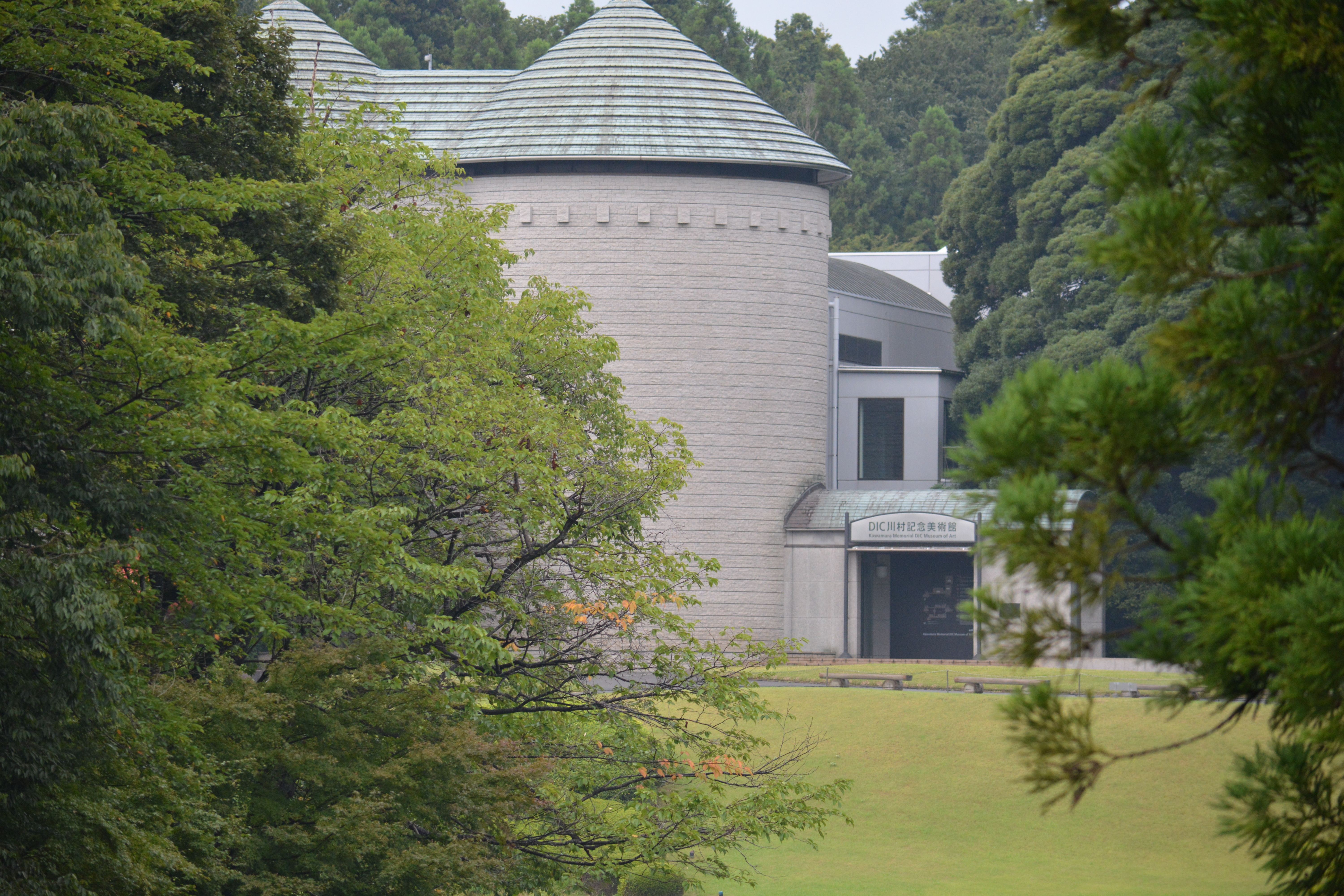
DIC川村纪念美术馆入口

DIC川村纪念美术馆（日語：DIC川村記念美術館），简称川村纪念博物馆，是一座位于日本千叶县佐仓市的美术博物馆。该博物馆由川村勝巳创立于1990年，现在收藏了1000余件日本油墨制造商DIC株式会社收藏的作品。

## 历史
DIC川村纪念美术馆由DIC株式会社前总裁川村胜巳于1990年创立，博物馆建筑主体由海老原一郎设计。自20世纪70年代以来，川村胜巳一直在收集艺术品，截至目前共有1000余件艺术品被收藏。川村纪念美术馆收藏着众多出自美国、欧洲和日本艺术家的作品，其中包括马克·罗斯科和弗兰克·斯特拉作品的特别展览。
DIC川村纪念美术馆对DIC株式会社的形象产生了积极影响。20世纪末，DIC川村纪念美术馆每年接待游客超过30万人次。

## 环境
博物馆周围有30公顷的公园，种有200多种树木和500多种植物，还有许多野生鸟类和昆虫栖息于此。

## 活动
DIC川村纪念美术馆除平日展览外，还举办了一系列的特别活动。如接待中小学教师带领学生们游览的美术教育支持活动，以及为了加深对作品的理解而每天定期举办的“导游旅行”等。